# Luchtvoorverwarmer

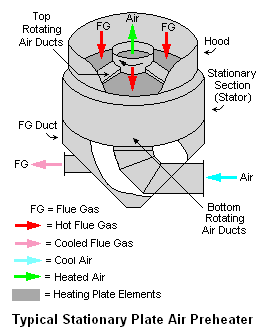
Een statische luchtvoorverwarmer

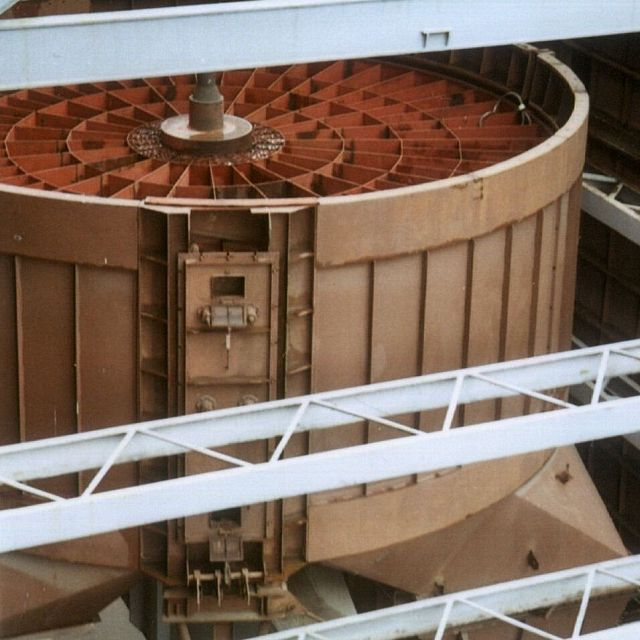
Een roterende luchtvoorverwarmer

Een luchtvoorverwarmer is een warmtewisselaar die warmte onttrekt aan rookgas en die afgeeft aan verbrandingslucht. De bedoeling bestaat erin om het rendement van een stoomketel of brander te verhogen. Men rekent met een verhoging van het rendement met 20% voor 2% meer investering.
Naast de statische luchtvoorverwarming gebruiken elektriciteitscentrales dikwijls een roterende luchtvoorverwarmer als recuperatieve warmtewisselaar, vanwege de robuuste opbouw.
In kleine toepassingen wordt soms een gewone warmtewisselaar stoom/lucht gebruikt om lucht voor te verwarmen.